# ویکتوریا آرلن
ویکتوریا آرلن (به انگلیسی: Victoria Arlen) زادهٔ ۲۶ سپتامبر ۱۹۹۴ شناگر اهل ایالات متحده آمریکا است.